# 北北桃
北北桃是臺北市、新北市、桃園市等3個位於臺灣北部的直轄市之合稱；基隆市亦是首都生活圈的一部分，為非直轄市之首，稱基北北桃。依2021年9月的統計資料，人口共8,835,164人，四市因交通往來便利，常被合稱為基北北桃都會區或臺北生活圈，是臺灣的政治、經濟和文化中心。

## 直轄市
臺北市是首都及中央政府所在地，人口近250萬人，是臺灣人口第4大城，臺北都會區的中心城市。新北市是臺灣最大的城市，人口逾400萬人，是臺灣人口第1大城，位於臺北市外圍。另桃園市是屬於臺北生活圈的範圍，人口逾225萬，轄內的臺灣桃園國際機場為臺灣最重要的國際門戶。
| 名稱   | 地圖 | 市徽 | 人口數 （2025年2月） | 面積 （km²） | 密度 （人/km²） | 區劃 | 政府所在地 | 市長                  | 市議會控制權 |
| ------ | ---- | ---- | -------------------- | ------------ | --------------- | ---- | ---------- | --------------------- | ------------ |
| 臺北市 |      |      | 2,480,881            | 271.7997     | 9,127.61        | 12區 | 信義區     | 蔣萬安（ 中國國民黨） | 中國國民黨   |
| 新北市 |      |      | 4,047,095            | 2,052.5667   | 1,971.72        | 29區 | 板橋區     | 侯友宜（ 中國國民黨） | 中國國民黨   |
| 桃園市 |      |      | 2,341,566            | 1,220.9540   | 1,917.82        | 13區 | 桃園區     | 張善政（ 中國國民黨） | 中國國民黨   |

## 縣市
基隆市擁有臺灣北部第一大港基隆港。
| 名稱   | 地圖 | 市徽 | 人口數 （2025年2月） | 面積 （km²） | 密度 （人/km²） | 區劃 | 政府所在地 | 市長                  | 市議會控制權 |
| ------ | ---- | ---- | -------------------- | ------------ | --------------- | ---- | ---------- | --------------------- | ------------ |
| 基隆市 |      |      | 361,250              | 132.7589     | 2,721.10        | 7區  | 中正區     | 謝國樑（ 中國國民黨） | 民主進步黨   |

## 交通

### 道路
- 中山高速公路、 桃園環線、 福爾摩沙高速公路
- 台1線、 台3線、 台15線、 台61線

### 鐵路
- 台灣高鐵、 臺灣鐵路

### 捷運
- 臺北捷運、新北捷運、 桃園捷運（ 桃園機場捷運）